# Campionato del mondo endurance 2023
Il Campionato del mondo endurance 2023 è stata l'undicesima stagione del Campionato del mondo endurance, una serie di corse automobilistiche organizzata dalla Federazione Internazionale dell'Automobile (FIA) e dall'Automobile Club de l'Ouest (ACO). Il campionato è iniziato il 17 marzo sul circuito di Sebring e si è concluso il 4 novembre in Bahrein. Il campionato era organizzato in tre classi: la Classe Hypercar, riservata ai prototipi con le specifiche LMH e, per la prima volta, anche alle specifiche LMDh; la seconda classe era riservata ai prototipi LMP2; mentre la terza alle vetture Gran Turismo con specifiche LMGTE.

## Calendario
Il 29 settembre 2022 fu annunciato il calendario della stagione 2023, che comprendeva sette appuntamenti: ai sei eventi confermati dall'anno precedente si aggiunse la 6 Ore di Portimão.
| Gara | Evento                     | Circuito                           | Sede                           | Data          |
| ---- | -------------------------- | ---------------------------------- | ------------------------------ | ------------- |
| -    | Prologo                    | Circuito di Sebring                | Sebring, Stati Uniti d'America | 11 e 12 marzo |
| 1    | 1000 Miglia di Sebring     | Circuito di Sebring                | Sebring, Stati Uniti d'America | 17 marzo      |
| 2    | 6 Ore di Portimão          | Autódromo Internacional do Algarve | Portimão, Portogallo           | 16 aprile     |
| 3    | 6 Ore di Spa-Francorchamps | Circuito di Spa-Francorchamps      | Stavelot, Belgio               | 29 aprile     |
| 4    | 24 Ore di Le Mans          | Circuit des 24 Heures du Mans      | Le Mans, Francia               | 10–11 giugno  |
| 5    | 6 Ore di Monza             | Autodromo nazionale di Monza       | Monza, Italia                  | 9 luglio      |
| 6    | 6 Ore del Fuji             | Circuito del Fuji                  | Oyama, Giappone                | 10 settembre  |
| 7    | 8 Ore del Bahrain          | Bahrain International Circuit      | Sakhir, Bahrein                | 4 novembre    |

## Scuderie e piloti

### Classe Hypercar

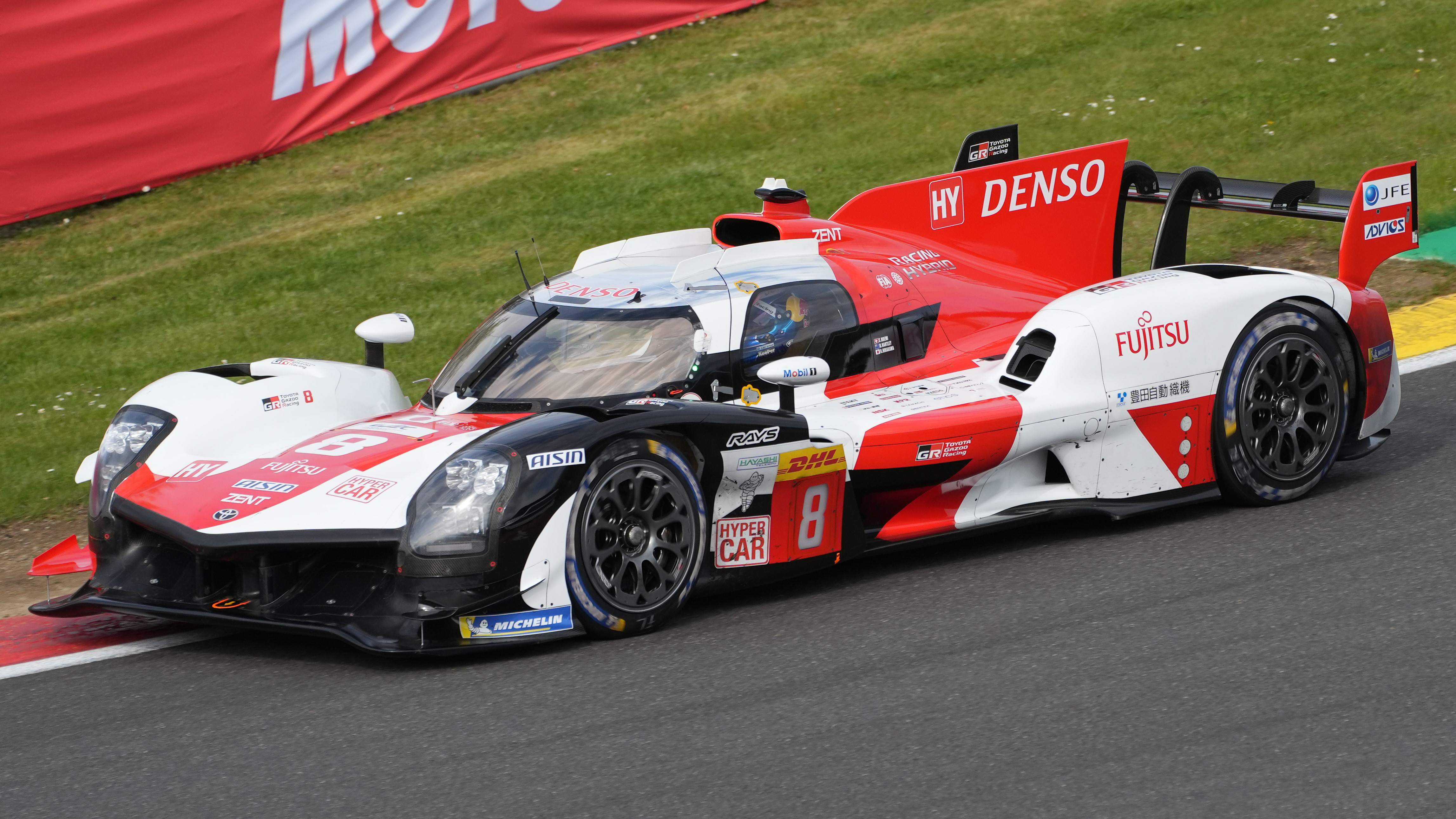
La Toyota GR010 Hybrid #8 vincitrice della classe Hypercar.

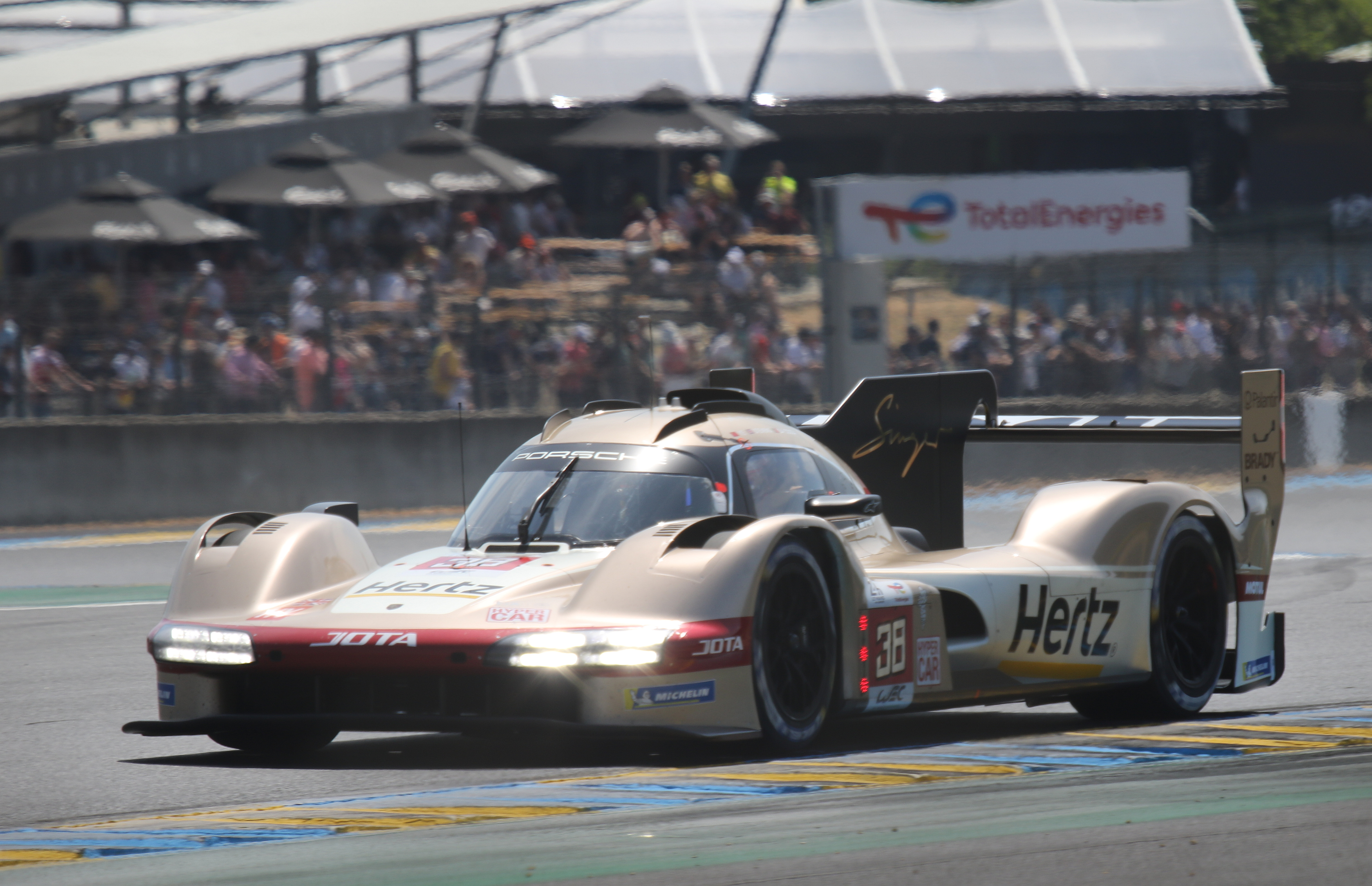
La Porsche 963 #38 vincitrice della FIA World Cup.

| Scuderia                  | Vettura                | Motore                         | Pneumatici | #   | Piloti                 | Gare   |
| ------------------------- | ---------------------- | ------------------------------ | ---------- | --- | ---------------------- | ------ |
| Cadillac Racing           | Cadillac V-Series.R    | Cadillac LMC55R 5.5 L V8       | M          | 2   | Earl Bamber            | Tutte  |
| Cadillac Racing           | Cadillac V-Series.R    | Cadillac LMC55R 5.5 L V8       | M          | 2   | Alex Lynn              | Tutte  |
| Cadillac Racing           | Cadillac V-Series.R    | Cadillac LMC55R 5.5 L V8       | M          | 2   | Richard Westbrook      | Tutte  |
| Floyd Vanwall Racing Team | Vanwall Vandervell 680 | Gibson GL458 4.5 L V8          | M          | 4   | Esteban Guerrieri      | Tutte  |
| Floyd Vanwall Racing Team | Vanwall Vandervell 680 | Gibson GL458 4.5 L V8          | M          | 4   | Tom Dillmann           | 1-4    |
| Floyd Vanwall Racing Team | Vanwall Vandervell 680 | Gibson GL458 4.5 L V8          | M          | 4   | Jacques Villeneuve     | 1-3    |
| Floyd Vanwall Racing Team | Vanwall Vandervell 680 | Gibson GL458 4.5 L V8          | M          | 4   | Tristan Vautier        | 4-7    |
| Floyd Vanwall Racing Team | Vanwall Vandervell 680 | Gibson GL458 4.5 L V8          | M          | 4   | Joao Paulo De Oliveira | 5-6    |
| Floyd Vanwall Racing Team | Vanwall Vandervell 680 | Gibson GL458 4.5 L V8          | M          | 4   | Ryan Briscoe           | 7      |
| Porsche Penske Motorsport | Porsche 963            | Porsche 9RD 4.6 L Turbo V8     | M          | 5   | Dane Cameron           | Tutte  |
| Porsche Penske Motorsport | Porsche 963            | Porsche 9RD 4.6 L Turbo V8     | M          | 5   | Michael Christensen    | Tutte  |
| Porsche Penske Motorsport | Porsche 963            | Porsche 9RD 4.6 L Turbo V8     | M          | 5   | Frédéric Makowiecki    | Tutte  |
| Porsche Penske Motorsport | Porsche 963            | Porsche 9RD 4.6 L Turbo V8     | M          | 6   | Kévin Estre            | Tutte  |
| Porsche Penske Motorsport | Porsche 963            | Porsche 9RD 4.6 L Turbo V8     | M          | 6   | André Lotterer         | Tutte  |
| Porsche Penske Motorsport | Porsche 963            | Porsche 9RD 4.6 L Turbo V8     | M          | 6   | Laurens Vanthoor       | Tutte  |
| Toyota Gazoo Racing       | Toyota GR010 Hybrid    | Toyota H8909 3.5 L Turbo V6    | M          | 7   | Mike Conway            | Tutte  |
| Toyota Gazoo Racing       | Toyota GR010 Hybrid    | Toyota H8909 3.5 L Turbo V6    | M          | 7   | Kamui Kobayashi        | Tutte  |
| Toyota Gazoo Racing       | Toyota GR010 Hybrid    | Toyota H8909 3.5 L Turbo V6    | M          | 7   | José María López       | Tutte  |
| Toyota Gazoo Racing       | Toyota GR010 Hybrid    | Toyota H8909 3.5 L Turbo V6    | M          | 8   | Sébastien Buemi        | Tutte  |
| Toyota Gazoo Racing       | Toyota GR010 Hybrid    | Toyota H8909 3.5 L Turbo V6    | M          | 8   | Brendon Hartley        | Tutte  |
| Toyota Gazoo Racing       | Toyota GR010 Hybrid    | Toyota H8909 3.5 L Turbo V6    | M          | 8   | Ryō Hirakawa           | Tutte  |
| Hertz Team Jota           | Porsche 963            | Porsche 9RD 4.6 L Turbo V8     | M          | 38  | António Félix da Costa | 3-7    |
| Hertz Team Jota           | Porsche 963            | Porsche 9RD 4.6 L Turbo V8     | M          | 38  | Will Stevens           | 3-7    |
| Hertz Team Jota           | Porsche 963            | Porsche 9RD 4.6 L Turbo V8     | M          | 38  | Ye Yifei               | 3-7    |
| Ferrari AF Corse          | Ferrari 499P           | Ferrari F163 3.0 L Turbo V6    | M          | 50  | Antonio Fuoco          | Tutte  |
| Ferrari AF Corse          | Ferrari 499P           | Ferrari F163 3.0 L Turbo V6    | M          | 50  | Miguel Molina          | Tutte  |
| Ferrari AF Corse          | Ferrari 499P           | Ferrari F163 3.0 L Turbo V6    | M          | 50  | Nicklas Nielsen        | Tutte  |
| Ferrari AF Corse          | Ferrari 499P           | Ferrari F163 3.0 L Turbo V6    | M          | 51  | James Calado           | Tutte  |
| Ferrari AF Corse          | Ferrari 499P           | Ferrari F163 3.0 L Turbo V6    | M          | 51  | Antonio Giovinazzi     | Tutte  |
| Ferrari AF Corse          | Ferrari 499P           | Ferrari F163 3.0 L Turbo V6    | M          | 51  | Alessandro Pier Guidi  | Tutte  |
| Peugeot TotalEnergies     | Peugeot 9X8            | Peugeot X6H 2.6 L Turbo V6     | M          | 93  | Paul di Resta          | Tutte  |
| Peugeot TotalEnergies     | Peugeot 9X8            | Peugeot X6H 2.6 L Turbo V6     | M          | 93  | Mikkel Jensen          | Tutte  |
| Peugeot TotalEnergies     | Peugeot 9X8            | Peugeot X6H 2.6 L Turbo V6     | M          | 93  | Jean-Éric Vergne       | Tutte  |
| Peugeot TotalEnergies     | Peugeot 9X8            | Peugeot X6H 2.6 L Turbo V6     | M          | 94  | Loïc Duval             | Tutte  |
| Peugeot TotalEnergies     | Peugeot 9X8            | Peugeot X6H 2.6 L Turbo V6     | M          | 94  | Gustavo Menezes        | Tutte  |
| Peugeot TotalEnergies     | Peugeot 9X8            | Peugeot X6H 2.6 L Turbo V6     | M          | 94  | Nico Müller            | 1-5, 7 |
| Peugeot TotalEnergies     | Peugeot 9X8            | Peugeot X6H 2.6 L Turbo V6     | M          | 94  | Stoffel Vandoorne      | 6      |
| Proton Competition        | Porsche 963            | Porsche 9RD 4.6 L Turbo V8     | M          | 99  | Gianmaria Bruni        | 5-7    |
| Proton Competition        | Porsche 963            | Porsche 9RD 4.6 L Turbo V8     | M          | 99  | Neel Jani              | 5-7    |
| Proton Competition        | Porsche 963            | Porsche 9RD 4.6 L Turbo V8     | M          | 99  | Harry Tincknell        | 5-7    |
| Glickenhaus Racing        | Glickenhaus 007 LMH    | Glickenhaus P21 3.5 L Turbo V8 | M          | 708 | Romain Dumas           | 1-5    |
| Glickenhaus Racing        | Glickenhaus 007 LMH    | Glickenhaus P21 3.5 L Turbo V8 | M          | 708 | Olivier Pla            | 1-5    |
| Glickenhaus Racing        | Glickenhaus 007 LMH    | Glickenhaus P21 3.5 L Turbo V8 | M          | 708 | Ryan Briscoe           | 1-2, 4 |
| Glickenhaus Racing        | Glickenhaus 007 LMH    | Glickenhaus P21 3.5 L Turbo V8 | M          | 708 | Franck Mailleux        | 3      |
| Glickenhaus Racing        | Glickenhaus 007 LMH    | Glickenhaus P21 3.5 L Turbo V8 | M          | 708 | Nathanaël Berthon      | 5      |

### Classe LMP2
In conformità con i regolamenti LMP2 del 2017, tutte le auto nella classe LMP2 utilizzano il motore Gibson GK428 V8.

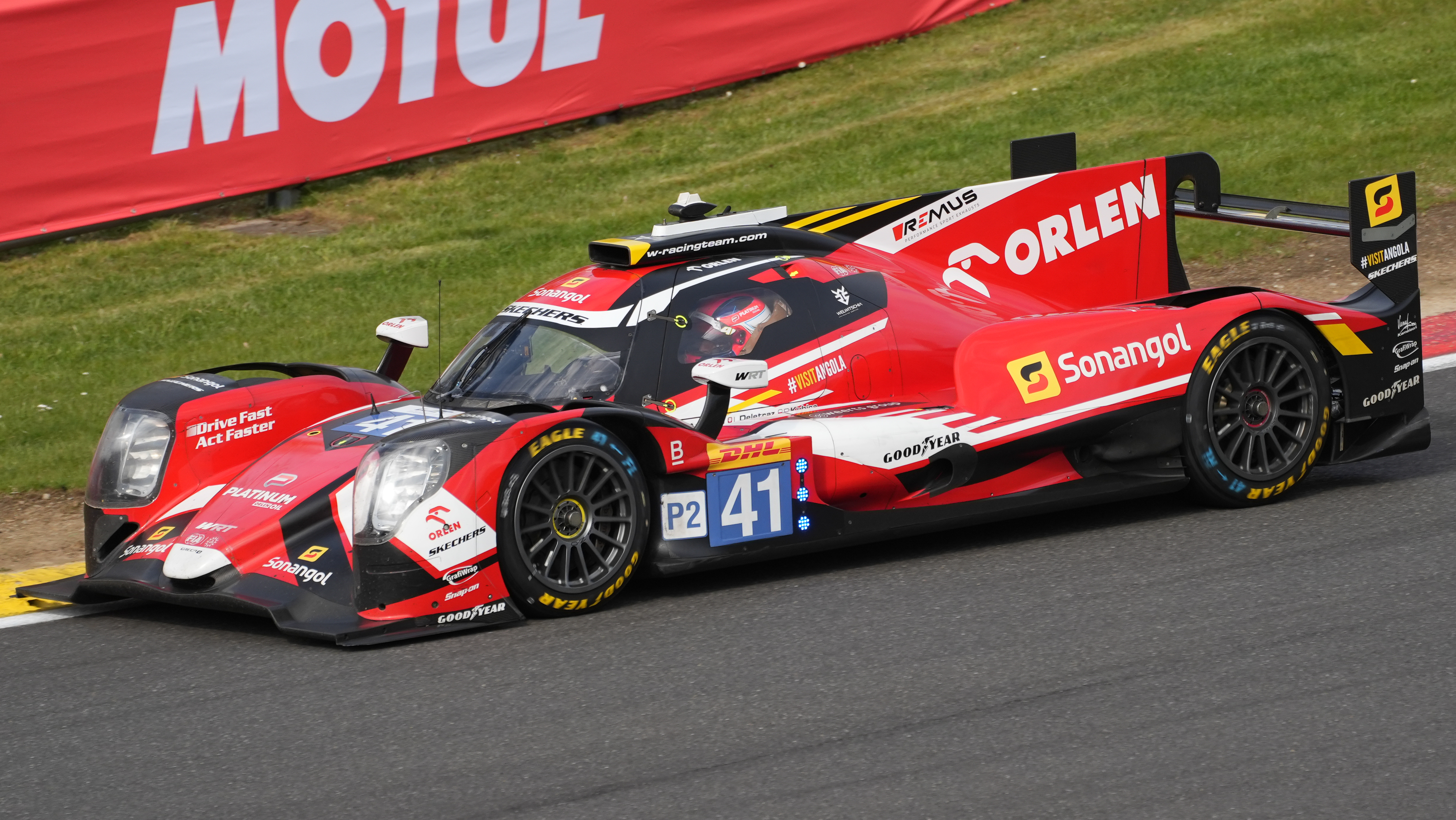
L'Oreca 07 #41 del Team WRT vincitrice della classe LMP2.

| Scuderia                  | Vettura     | Pneumatici | #  | Piloti                   | Gare        |
| ------------------------- | ----------- | ---------- | -- | ------------------------ | ----------- |
| Prema Racing              | Oreca 07    | G          | 9  | Filip Ugran              | Tutte       |
| Prema Racing              | Oreca 07    | G          | 9  | Bent Viscaal             | Tutte       |
| Prema Racing              | Oreca 07    | G          | 9  | Andrea Caldarelli        | 1, 3, 5     |
| Prema Racing              | Oreca 07    | G          | 9  | Juan Manuel Correa       | 2, 4, 6-7   |
| Prema Racing              | Oreca 07    | G          | 63 | Daniil Kvjat             | Tutte       |
| Prema Racing              | Oreca 07    | G          | 63 | Doriane Pin              | Tutte       |
| Prema Racing              | Oreca 07    | G          | 63 | Mirko Bortolotti         | 1-4         |
| Prema Racing              | Oreca 07    | G          | 63 | Mathias Beche            | 5           |
| Prema Racing              | Oreca 07    | G          | 63 | Andrea Caldarelli        | 6           |
| Vector Sport              | Oreca 07    | G          | 10 | Gabriel Aubry            | Tutte       |
| Vector Sport              | Oreca 07    | G          | 10 | Ryan Cullen              | Tutte       |
| Vector Sport              | Oreca 07    | G          | 10 | Matthias Kaiser          | Tutte       |
| United Autosports         | Oreca 07    | G          | 22 | Philip Hanson            | Tutte       |
| United Autosports         | Oreca 07    | G          | 22 | Frederick Lubin          | Tutte       |
| United Autosports         | Oreca 07    | G          | 22 | Filipe Albuquerque       | 1, 3-4, 5-7 |
| United Autosports         | Oreca 07    | G          | 22 | Ben Hanley               | 2, 5        |
| United Autosports         | Oreca 07    | G          | 23 | Oliver Jarvis            | Tutte       |
| United Autosports         | Oreca 07    | G          | 23 | Josh Pierson             | Tutte       |
| United Autosports         | Oreca 07    | G          | 23 | Tom Blomqvist            | 1, 3-5, 7   |
| United Autosports         | Oreca 07    | G          | 23 | Giedo van der Garde      | 2           |
| United Autosports         | Oreca 07    | G          | 23 | Ben Hanley               | 6           |
| Jota Sport                | Oreca 07    | G          | 28 | Pietro Fittipaldi        | Tutte       |
| Jota Sport                | Oreca 07    | G          | 28 | David Heinemeier Hansson | Tutte       |
| Jota Sport                | Oreca 07    | G          | 28 | Oliver Rasmussen         | Tutte       |
| Team WRT                  | Oreca 07    | G          | 31 | Robin Frijns             | Tutte       |
| Team WRT                  | Oreca 07    | G          | 31 | Sean Gelael              | Tutte       |
| Team WRT                  | Oreca 07    | G          | 31 | Ferdinand Habsburg       | Tutte       |
| Team WRT                  | Oreca 07    | G          | 41 | Rui Andrade              | Tutte       |
| Team WRT                  | Oreca 07    | G          | 41 | Louis Delétraz           | Tutte       |
| Team WRT                  | Oreca 07    | G          | 41 | Robert Kubica            | Tutte       |
| Inter Europol Competition | Oreca 07    | G          | 34 | Albert Costa             | Tutte       |
| Inter Europol Competition | Oreca 07    | G          | 34 | Fabio Scherer            | Tutte       |
| Inter Europol Competition | Oreca 07    | G          | 34 | Jakub Śmiechowski        | Tutte       |
| Alpine Elf Team           | Alpine A470 | G          | 35 | Olli Caldwell            | Tutte       |
| Alpine Elf Team           | Alpine A470 | G          | 35 | André Negrão             | Tutte       |
| Alpine Elf Team           | Alpine A470 | G          | 35 | Memo Rojas               | Tutte       |
| Alpine Elf Team           | Alpine A470 | G          | 36 | Julien Canal             | Tutte       |
| Alpine Elf Team           | Alpine A470 | G          | 36 | Charles Milesi           | Tutte       |
| Alpine Elf Team           | Alpine A470 | G          | 36 | Matthieu Vaxivière       | Tutte       |

### Classe LMGTE Am

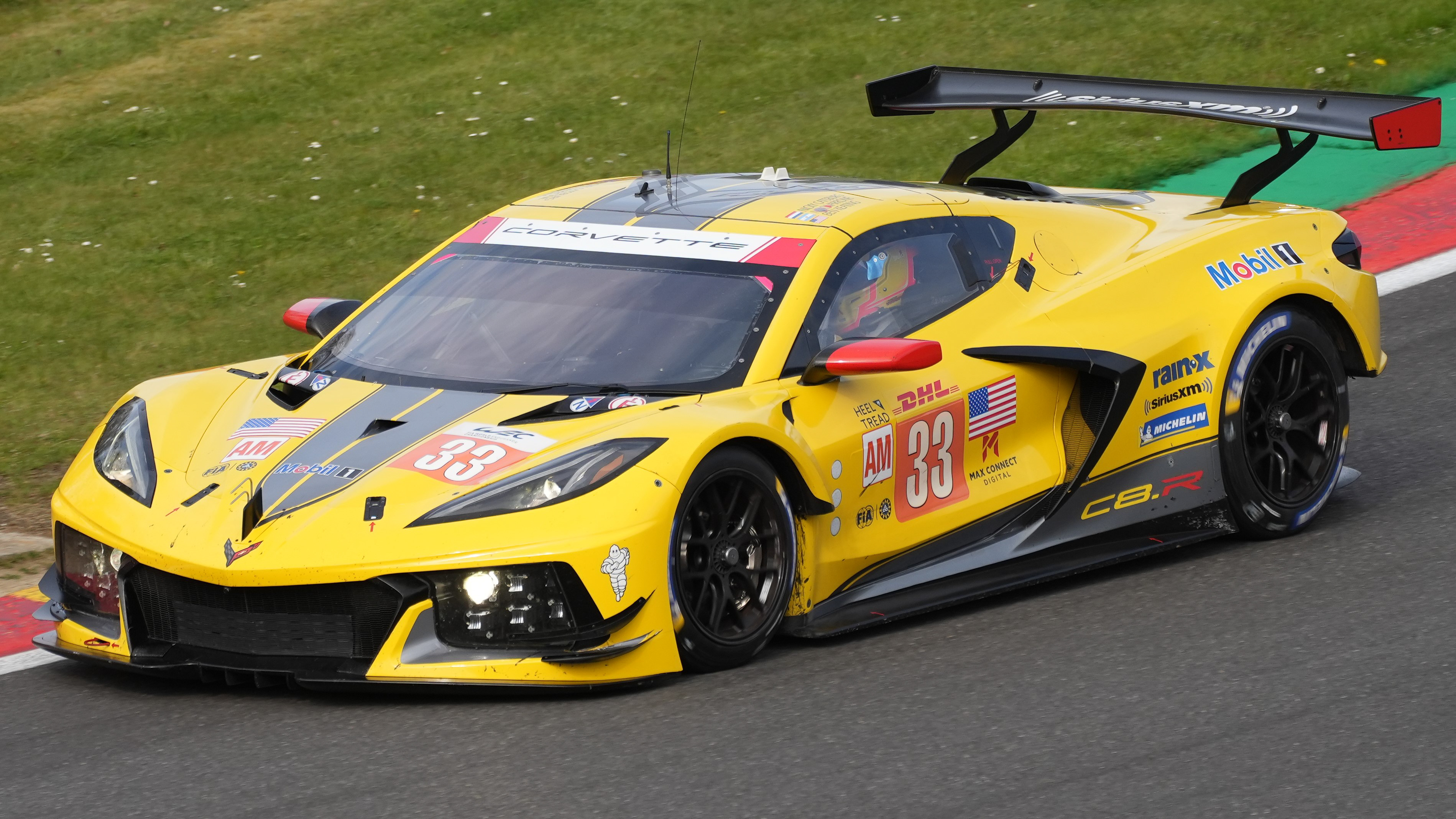
La Chevrolet Corvette C8.R #33 vincitrice della classe LMGTE Am.

| Scuderia               | Vettura                  | Motore                           | Pneumatici | #   | Piloti                | Gare        |
| ---------------------- | ------------------------ | -------------------------------- | ---------- | --- | --------------------- | ----------- |
| AF Corse               | Ferrari 488 GTE Evo      | Ferrari F154CB 3.9 L Turbo V8    | M          | 21  | Simon Mann            | Tutte       |
| AF Corse               | Ferrari 488 GTE Evo      | Ferrari F154CB 3.9 L Turbo V8    | M          | 21  | Ulysse de Pauw        | 1-5         |
| AF Corse               | Ferrari 488 GTE Evo      | Ferrari F154CB 3.9 L Turbo V8    | M          | 21  | Kei Cozzolino         | 6-7         |
| AF Corse               | Ferrari 488 GTE Evo      | Ferrari F154CB 3.9 L Turbo V8    | M          | 21  | Stefano Costantini    | 1           |
| AF Corse               | Ferrari 488 GTE Evo      | Ferrari F154CB 3.9 L Turbo V8    | M          | 21  | Diego Alessi          | 2-3         |
| AF Corse               | Ferrari 488 GTE Evo      | Ferrari F154CB 3.9 L Turbo V8    | M          | 21  | Julien Piguet         | 4-5         |
| AF Corse               | Ferrari 488 GTE Evo      | Ferrari F154CB 3.9 L Turbo V8    | M          | 21  | Hiroshi Koizumi       | 6           |
| AF Corse               | Ferrari 488 GTE Evo      | Ferrari F154CB 3.9 L Turbo V8    | M          | 21  | Franck Dezoteux       | 7           |
| AF Corse               | Ferrari 488 GTE Evo      | Ferrari F154CB 3.9 L Turbo V8    | M          | 54  | Francesco Castellacci | Tutte       |
| AF Corse               | Ferrari 488 GTE Evo      | Ferrari F154CB 3.9 L Turbo V8    | M          | 54  | Thomas Flohr          | Tutte       |
| AF Corse               | Ferrari 488 GTE Evo      | Ferrari F154CB 3.9 L Turbo V8    | M          | 54  | Davide Rigon          | Tutte       |
| Richard Mille AF Corse | Ferrari 488 GTE Evo      | Ferrari F154CB 3.9 L Turbo V8    | M          | 83  | Luis Perez Companc    | Tutte       |
| Richard Mille AF Corse | Ferrari 488 GTE Evo      | Ferrari F154CB 3.9 L Turbo V8    | M          | 83  | Alessio Rovera        | Tutte       |
| Richard Mille AF Corse | Ferrari 488 GTE Evo      | Ferrari F154CB 3.9 L Turbo V8    | M          | 83  | Lilou Wadoux          | Tutte       |
| ORT by TF Sport        | Aston Martin Vantage AMR | Aston Martin M177 4.0 L Turbo V8 | M          | 25  | Ahmad Al Harthy       | Tutte       |
| ORT by TF Sport        | Aston Martin Vantage AMR | Aston Martin M177 4.0 L Turbo V8 | M          | 25  | Michael Dinan         | Tutte       |
| ORT by TF Sport        | Aston Martin Vantage AMR | Aston Martin M177 4.0 L Turbo V8 | M          | 25  | Charlie Eastwood      | Tutte       |
| D'Station Racing       | Aston Martin Vantage AMR | Aston Martin M177 4.0 L Turbo V8 | M          | 777 | Tomonobu Fujii        | Tutte       |
| D'Station Racing       | Aston Martin Vantage AMR | Aston Martin M177 4.0 L Turbo V8 | M          | 777 | Casper Stevenson      | Tutte       |
| D'Station Racing       | Aston Martin Vantage AMR | Aston Martin M177 4.0 L Turbo V8 | M          | 777 | Satoshi Hoshino       | 1-6         |
| D'Station Racing       | Aston Martin Vantage AMR | Aston Martin M177 4.0 L Turbo V8 | M          | 777 | Liam Talbot           | 7           |
| Corvette Racing        | Chevrolet Corvette C8.R  | Chevrolet LT6 5.5 L V8           | M          | 33  | Nicky Catsburg        | Tutte       |
| Corvette Racing        | Chevrolet Corvette C8.R  | Chevrolet LT6 5.5 L V8           | M          | 33  | Ben Keating           | Tutte       |
| Corvette Racing        | Chevrolet Corvette C8.R  | Chevrolet LT6 5.5 L V8           | M          | 33  | Nicolás Varrone       | Tutte       |
| Project 1 - AO         | Porsche 911 RSR - 19     | Porsche M97/80 4.2 L Flat-6      | M          | 56  | Matteo Cairoli        | Tutte       |
| Project 1 - AO         | Porsche 911 RSR - 19     | Porsche M97/80 4.2 L Flat-6      | M          | 56  | P. J. Hyett           | 1, 3–4, 6–7 |
| Project 1 - AO         | Porsche 911 RSR - 19     | Porsche M97/80 4.2 L Flat-6      | M          | 56  | Gunnar Jeannette      | 1, 3–4, 6–7 |
| Project 1 - AO         | Porsche 911 RSR - 19     | Porsche M97/80 4.2 L Flat-6      | M          | 56  | Guilherme Oliveira    | 2, 5        |
| Project 1 - AO         | Porsche 911 RSR - 19     | Porsche M97/80 4.2 L Flat-6      | M          | 56  | Miguel Ramos          | 2           |
| Project 1 - AO         | Porsche 911 RSR - 19     | Porsche M97/80 4.2 L Flat-6      | M          | 56  | Efrin Castro          | 5           |
| Kessel Racing          | Ferrari 488 GTE Evo      | Ferrari F154CB 3.9 L Turbo V8    | M          | 57  | Takeshi Kimura        | Tutte       |
| Kessel Racing          | Ferrari 488 GTE Evo      | Ferrari F154CB 3.9 L Turbo V8    | M          | 57  | Scott Huffaker        | 1–6         |
| Kessel Racing          | Ferrari 488 GTE Evo      | Ferrari F154CB 3.9 L Turbo V8    | M          | 57  | Daniel Serra          | 1–4, 7      |
| Kessel Racing          | Ferrari 488 GTE Evo      | Ferrari F154CB 3.9 L Turbo V8    | M          | 57  | Kei Cozzolino         | 5           |
| Kessel Racing          | Ferrari 488 GTE Evo      | Ferrari F154CB 3.9 L Turbo V8    | M          | 57  | Ritomo Miyata         | 6           |
| Kessel Racing          | Ferrari 488 GTE Evo      | Ferrari F154CB 3.9 L Turbo V8    | M          | 57  | Esteban Masson        | 7           |
| Iron Lynx              | Porsche 911 RSR - 19     | Porsche M97/80 4.2 L Flat-6      | M          | 60  | Matteo Cressoni       | Tutte       |
| Iron Lynx              | Porsche 911 RSR - 19     | Porsche M97/80 4.2 L Flat-6      | M          | 60  | Alessio Picariello    | Tutte       |
| Iron Lynx              | Porsche 911 RSR - 19     | Porsche M97/80 4.2 L Flat-6      | M          | 60  | Claudio Schiavoni     | Tutte       |
| Iron Dames             | Porsche 911 RSR - 19     | Porsche M97/80 4.2 L Flat-6      | M          | 85  | Sarah Bovy            | Tutte       |
| Iron Dames             | Porsche 911 RSR - 19     | Porsche M97/80 4.2 L Flat-6      | M          | 85  | Rahel Frey            | Tutte       |
| Iron Dames             | Porsche 911 RSR - 19     | Porsche M97/80 4.2 L Flat-6      | M          | 85  | Michelle Gatting      | Tutte       |
| Dempsey-Proton Racing  | Porsche 911 RSR - 19     | Porsche M97/80 4.2 L Flat-6      | M          | 77  | Julien Andlauer       | Tutte       |
| Dempsey-Proton Racing  | Porsche 911 RSR - 19     | Porsche M97/80 4.2 L Flat-6      | M          | 77  | Christian Ried        | Tutte       |
| Dempsey-Proton Racing  | Porsche 911 RSR - 19     | Porsche M97/80 4.2 L Flat-6      | M          | 77  | Mikkel O. Pedersen    | Tutte       |
| Proton Competition     | Porsche 911 RSR - 19     | Porsche M97/80 4.2 L Flat-6      | M          | 88  | Harry Tincknell       | 1-4         |
| Proton Competition     | Porsche 911 RSR - 19     | Porsche M97/80 4.2 L Flat-6      | M          | 88  | Ryan Hardwick         | 1-3         |
| Proton Competition     | Porsche 911 RSR - 19     | Porsche M97/80 4.2 L Flat-6      | M          | 88  | Zacharie Robichon     | 1-3         |
| Proton Competition     | Porsche 911 RSR - 19     | Porsche M97/80 4.2 L Flat-6      | M          | 88  | Jonas Ried            | 4           |
| Proton Competition     | Porsche 911 RSR - 19     | Porsche M97/80 4.2 L Flat-6      | M          | 88  | Don Yount             | 4           |
| GR Racing              | Porsche 911 RSR - 19     | Porsche M97/80 4.2 L Flat-6      | M          | 86  | Ben Barker            | Tutte       |
| GR Racing              | Porsche 911 RSR - 19     | Porsche M97/80 4.2 L Flat-6      | M          | 86  | Riccardo Pera         | Tutte       |
| GR Racing              | Porsche 911 RSR - 19     | Porsche M97/80 4.2 L Flat-6      | M          | 86  | Michael Wainwright    | Tutte       |
| NorthWest AMR          | Aston Martin Vantage AMR | Aston Martin M177 4.0 L Turbo V8 | M          | 98  | Paul Dalla Lana       | 1-2         |
| NorthWest AMR          | Aston Martin Vantage AMR | Aston Martin M177 4.0 L Turbo V8 | M          | 98  | Nicki Thiim           | 1-2         |
| NorthWest AMR          | Aston Martin Vantage AMR | Aston Martin M177 4.0 L Turbo V8 | M          | 98  | Axcil Jefferies       | 1-2         |
| NorthWest AMR          | Aston Martin Vantage AMR | Aston Martin M177 4.0 L Turbo V8 | M          | 98  | Daniel Mancinelli     | 3-4, 6-7    |
| NorthWest AMR          | Aston Martin Vantage AMR | Aston Martin M177 4.0 L Turbo V8 | M          | 98  | Ian James             | 3-4, 6-7    |
| NorthWest AMR          | Aston Martin Vantage AMR | Aston Martin M177 4.0 L Turbo V8 | M          | 98  | Alex Riberas          | 3-4, 6-7    |

## Risultati
| Gara | Evento                     | Circuito                            | Pole position                                | Vincitori Hypercar                                    | Vincitori LMP2                                              | Vincitori LMGTE Am                              | Resoconto |
| ---- | -------------------------- | ----------------------------------- | -------------------------------------------- | ----------------------------------------------------- | ----------------------------------------------------------- | ----------------------------------------------- | --------- |
| 1    | 1000 Miglia di Sebring     | Sebring International Raceway       | #50 Ferrari AF Corse                         | #7 Toyota Gazoo Racing                                | #22 United Autosports                                       | #33 Corvette Racing                             | Resoconto |
| 1    | 1000 Miglia di Sebring     | Sebring International Raceway       | Antonio Fuoco Nicklas Nielsen Miguel Molina  | Mike Conway Kamui Kobayashi José María López          | Philip Hanson Filipe Albuquerque Frederick Lubin            | Nicky Catsburg Ben Keating Nicolás Varrone      | Resoconto |
| 2    | 6 Ore di Portimão          | Autodromo internazionale di Algarve | #8 Toyota Gazoo Racing                       | #8 Toyota Gazoo Racing                                | #23 United Autosports                                       | #33 Corvette Racing                             | Resoconto |
| 2    | 6 Ore di Portimão          | Autodromo internazionale di Algarve | Sébastien Buemi Ryō Hirakawa Brendon Hartley | Sébastien Buemi Ryō Hirakawa Brendon Hartley          | Oliver Jarvis Giedo van der Garde Josh Pierson              | Nicky Catsburg Ben Keating Nicolás Varrone      | Resoconto |
| 3    | 6 Ore di Spa-Francorchamps | Circuito di Spa-Francorchamps       | #7 Toyota Gazoo Racing                       | #7 Toyota Gazoo Racing                                | #41 Team WRT                                                | #83 Richard Mille AF Corse                      | Resoconto |
| 3    | 6 Ore di Spa-Francorchamps | Circuito di Spa-Francorchamps       | Mike Conway Kamui Kobayashi José María López | Mike Conway Kamui Kobayashi José María López          | Rui Andrade Louis Delétraz Robert Kubica                    | Alessio Rovera Lilou Wadoux Luis Pérez Companc  | Resoconto |
| 4    | 24 Ore di Le Mans          | Circuit des 24 Heures du Mans       | #50 Ferrari AF Corse                         | #51 Ferrari AF Corse                                  | #34 Inter Europol Competition                               | #33 Corvette Racing                             | Resoconto |
| 4    | 24 Ore di Le Mans          | Circuit des 24 Heures du Mans       | Antonio Fuoco Nicklas Nielsen Miguel Molina  | Alessandro Pier Guidi James Calado Antonio Giovinazzi | Albert Costa Fabio Scherer Jakub Śmiechowski                | Nicky Catsburg Ben Keating Nicolás Varrone      | Resoconto |
| 5    | 6 Ore di Monza             | Autodromo nazionale di Monza        | #7 Toyota Gazoo Racing                       | #7 Toyota Gazoo Racing                                | #28 Jota Sport                                              | #77 Dempsey-Proton Racing                       | Resoconto |
| 5    | 6 Ore di Monza             | Autodromo nazionale di Monza        | Mike Conway Kamui Kobayashi José María López | Mike Conway Kamui Kobayashi José María López          | David Heinemeier Hansson Pietro Fittipaldi Oliver Rasmussen | Christian Ried Mikkel Pedersen Julien Andlauer  | Resoconto |
| 6    | 6 Ore del Fuji             | Fuji Speedway                       | #7 Toyota Gazoo Racing                       | #7 Toyota Gazoo Racing                                | #41 Team WRT                                                | #54 AF Corse                                    | Resoconto |
| 6    | 6 Ore del Fuji             | Fuji Speedway                       | Mike Conway Kamui Kobayashi José María López | Mike Conway Kamui Kobayashi José María López          | Rui Andrade Louis Delétraz Robert Kubica                    | Francesco Castellacci Thomas Flohr Davide Rigon | Resoconto |
| 7    | 8 Ore del Bahrain          | Bahrain International Circuit       | #8 Toyota Gazoo Racing                       | #8 Toyota Gazoo Racing                                | #41 Team WRT                                                | #85 Iron Dames                                  | Resoconto |
| 7    | 8 Ore del Bahrain          | Bahrain International Circuit       | Sébastien Buemi Ryō Hirakawa Brendon Hartley | Sébastien Buemi Ryō Hirakawa Brendon Hartley          | Rui Andrade Louis Delétraz Robert Kubica                    | Sarah Bovy Rahel Frey Michelle Gatting          | Resoconto |

## Classifiche
| Durata | 1º | 2º | 3º | 4º | 5º | 6º | 7º | 8º | 9º | 10º | Pole |
| ------ | -- | -- | -- | -- | -- | -- | -- | -- | -- | --- | ---- |
| 6 Ore  | 25 | 18 | 15 | 12 | 10 | 8  | 6  | 4  | 2  | 1   | + 1  |
| 8 Ore  | 38 | 27 | 23 | 18 | 15 | 12 | 9  | 6  | 3  | 2   | + 1  |
| 24 Ore | 50 | 36 | 30 | 24 | 20 | 16 | 12 | 8  | 4  | 2   | + 1  |

### Classifica Piloti

#### Classifica: Hypercar
| Pos. | Pilota                 | Team                      | SEB | POR | SPA | LMS | MNZ | FUJ | BHR | Punti |
| ---- | ---------------------- | ------------------------- | --- | --- | --- | --- | --- | --- | --- | ----- |
| 1    | Sébastien Buemi        | Toyota Gazoo Racing       | 2   | 1   | 2   | 2   | 6   | 2   | 1   | 172   |
| 1    | Brendon Hartley        | Toyota Gazoo Racing       | 2   | 1   | 2   | 2   | 6   | 2   | 1   | 172   |
| 1    | Ryō Hirakawa           | Toyota Gazoo Racing       | 2   | 1   | 2   | 2   | 6   | 2   | 1   | 172   |
| 2    | Mike Conway            | Toyota Gazoo Racing       | 1   | 9   | 1   | Rit | 1   | 1   | 2   | 145   |
| 2    | Kamui Kobayashi        | Toyota Gazoo Racing       | 1   | 9   | 1   | Rit | 1   | 1   | 2   | 145   |
| 2    | José María López       | Toyota Gazoo Racing       | 1   | 9   | 1   | Rit | 1   | 1   | 2   | 145   |
| 3    | Antonio Fuoco          | Ferrari AF Corse          | 3   | 2   | Rit | 4   | 2   | 4   | 3   | 120   |
| 3    | Miguel Molina          | Ferrari AF Corse          | 3   | 2   | Rit | 4   | 2   | 4   | 3   | 120   |
| 3    | Nicklas Nielsen        | Ferrari AF Corse          | 3   | 2   | Rit | 4   | 2   | 4   | 3   | 120   |
| 4    | James Calado           | Ferrari AF Corse          | 7   | 6   | 3   | 1   | 5   | 5   | 6   | 114   |
| 4    | Antonio Giovinazzi     | Ferrari AF Corse          | 7   | 6   | 3   | 1   | 5   | 5   | 6   | 114   |
| 4    | Alessandro Pier Guidi  | Ferrari AF Corse          | 7   | 6   | 3   | 1   | 5   | 5   | 6   | 114   |
| 5    | Earl Bamber            | Cadillac Racing           | 4   | 4   | 5   | 3   | 10  | 10  | 11  | 72    |
| 5    | Alex Lynn              | Cadillac Racing           | 4   | 4   | 5   | 3   | 10  | 10  | 11  | 72    |
| 5    | Richard Westbrook      | Cadillac Racing           | 4   | 4   | 5   | 3   | 10  | 10  | 11  | 72    |
| 6    | Kévin Estre            | Porsche Penske Motorsport | 6   | 3   | Rit | 8   | 7   | 3   | 5   | 71    |
| 6    | André Lotterer         | Porsche Penske Motorsport | 6   | 3   | Rit | 8   | 7   | 3   | 5   | 71    |
| 6    | Laurens Vanthoor       | Porsche Penske Motorsport | 6   | 3   | Rit | 8   | 7   | 3   | 5   | 71    |
| 7    | Dane Cameron           | Porsche Penske Motorsport | 5   | 10  | 4   | 7   | 4   | 12  | 7   | 61    |
| 7    | Michael Christensen    | Porsche Penske Motorsport | 5   | 10  | 4   | 7   | 4   | 12  | 7   | 61    |
| 7    | Frédéric Makowiecki    | Porsche Penske Motorsport | 5   | 10  | 4   | 7   | 4   | 12  | 7   | 61    |
| 8    | Mikkel Jensen          | Peugeot TotalEnergies     | 9   | 7   | 7   | 6   | 3   | 8   | 9   | 51    |
| 8    | Paul di Resta          | Peugeot TotalEnergies     | 9   | 7   | 7   | 6   | 3   | 8   | 9   | 51    |
| 8    | Jean-Éric Vergne       | Peugeot TotalEnergies     | 9   | 7   | 7   | 6   | 3   | 8   | 9   | 51    |
| 9    | Ye Yifei               | Hertz Team Jota           |     |     | 6   | 10  | 9   | 6   | 4   | 38    |
| 9    | António Félix da Costa | Hertz Team Jota           |     |     | 6   | 10  | 9   | 6   | 4   | 38    |
| 9    | Will Stevens           | Hertz Team Jota           |     |     | 6   | 10  | 9   | 6   | 4   | 38    |
| 10   | Romain Dumas           | Glickenhaus Racing        | Rit | 8   | 7   | 5   | 8   |     |     | 34    |
| 10   | Olivier Pla            | Glickenhaus Racing        | Rit | 8   | 7   | 5   | 8   |     |     | 34    |
| 11   | Gustavo Menezes        | Peugeot TotalEnergies     | NC  | 5   | 9   | 9   | 11  | 7   | 8   | 28    |
| 11   | Loïc Duval             | Peugeot TotalEnergies     | NC  | 5   | 9   | 9   | 11  | 7   | 8   | 28    |
| 12   | Ryan Briscoe           | Glickenhaus Racing        | Rit | 8   |     | 5   |     |     |     | 24    |
| 12   | Ryan Briscoe           | Floyd Vanwall Racing Team |     |     |     |     |     |     | 12  | 24    |
| 13   | Nico Müller            | Peugeot TotalEnergies     | NC  | 5   | 9   | 9   | 11  |     | 8   | 22    |
| 14   | Franck Mailleux        | Glickenhaus Racing        |     |     | 7   |     |     |     |     | 6     |
| 15   | Stoffel Vandoorne      | Peugeot TotalEnergies     |     |     |     |     |     | 7   |     | 6     |
| 16   | Esteban Guerrieri      | Floyd Vanwall Racing Team | 8   | Rit | Rit | Rit | 12  | 11  | 12  | 6     |
| 17   | Tom Dillmann           | Floyd Vanwall Racing Team | 8   | Rit | Rit | Rit |     |     |     | 6     |
| 18   | Jacques Villeneuve     | Floyd Vanwall Racing Team | 8   | Rit | Rit |     |     |     |     | 6     |
| 19   | Nathanaël Berthon      | Glickenhaus Racing        |     |     |     |     | 8   |     |     | 4     |
| 20   | Gianmaria Bruni        | Proton Competition        |     |     |     |     | Rit | 9   | 10  | 4     |
| 20   | Harry Tincknell        | Proton Competition        |     |     |     |     | Rit | 9   | 10  | 4     |
| 20   | Neel Jani              | Proton Competition        |     |     |     |     | Rit | 9   | 10  | 4     |
| 21   | Tristan Vautier        | Floyd Vanwall Racing Team |     |     |     | Rit | 12  | 11  | 12  | 0     |
| 22   | João Paulo de Oliveira | Floyd Vanwall Racing Team |     |     |     |     | 12  | 11  |     | 0     |
| Pos. | Pilota                 | Team                      | SEB | POR | SPA | LMS | MNZ | FUJ | BHR | Punti |

#### Classifica: LMP2
| Pos. | Pilota                   | Team                      | SEB | POR | SPA | LMS | MNZ | FUJ | BHR | Punti |
| ---- | ------------------------ | ------------------------- | --- | --- | --- | --- | --- | --- | --- | ----- |
| 1    | Rui Andrade              | Team WRT                  | 4   | 3   | 1   | 2   | 3   | 1   | 1   | 173   |
| 1    | Louis Delétraz           | Team WRT                  | 4   | 3   | 1   | 2   | 3   | 1   | 1   | 173   |
| 1    | Robert Kubica            | Team WRT                  | 4   | 3   | 1   | 2   | 3   | 1   | 1   | 173   |
| 2    | Albert Costa             | Inter Europol Competition | 3   | 9   | 3   | 1   | 5   | 9   | 6   | 114   |
| 2    | Fabio Scherer            | Inter Europol Competition | 3   | 9   | 3   | 1   | 5   | 9   | 6   | 114   |
| 2    | Jakub Śmiechowski        | Inter Europol Competition | 3   | 9   | 3   | 1   | 5   | 9   | 6   | 114   |
| 3    | Philip Hanson            | United Autosports         | 1   | 2   | 5   | 8   | 6   | 2   | 9   | 104   |
| 3    | Frederick Lubin          | United Autosports         | 1   | 2   | 5   | 8   | 6   | 2   | 9   | 104   |
| 4    | Robin Frijns             | Team WRT                  | 6   | 6   | 6   | 4   | Rit | 3   | 2   | 94    |
| 4    | Sean Gelael              | Team WRT                  | 6   | 6   | 6   | 4   | Rit | 3   | 2   | 94    |
| 4    | Ferdinand Habsburg       | Team WRT                  | 6   | 6   | 6   | 4   | Rit | 3   | 2   | 94    |
| 5    | Oliver Jarvis            | United Autosports         | Rit | 1   | 2   | 6   | 4   | 4   | 8   | 92    |
| 5    | Josh Pierson             | United Autosports         | Rit | 1   | 2   | 6   | 4   | 4   | 8   | 92    |
| 6    | Pietro Fittipaldi        | Jota                      | 5   | 7   | 9   | 9   | 1   | 6   | 3   | 84    |
| 6    | David Heinemeier Hansson | Jota                      | 5   | 7   | 9   | 9   | 1   | 6   | 3   | 84    |
| 6    | Oliver Rasmussen         | Jota                      | 5   | 7   | 9   | 9   | 1   | 6   | 3   | 84    |
| 7    | Charles Milesi           | Alpine ELF Team           | 8   | 8   | 7   | 3   | 2   | 5   | 7   | 83    |
| 7    | Matthieu Vaxivière       | Alpine ELF Team           | 8   | 8   | 7   | 3   | 2   | 5   | 7   | 83    |
| 7    | Julien Canal             | Alpine ELF Team           | 8   | 8   | 7   | 3   | 2   | 5   | 7   | 83    |
| 8    | Filipe Albuquerque       | United Autosports         | 1   |     | 5   | 8   |     | 2   | 9   | 78    |
| 9    | Daniil Kvjat             | Prema Racing              | 2   | 4   | 10  | Rit | 7   | 10  | 5   | 63    |
| 9    | Doriane Pin              | Prema Racing              | 2   | 4   | 10  | Rit | 7   | 10  | 5   | 63    |
| 10   | Filip Ugran              | Prema Racing              | 7   | 5   | 4   | 10  | 9   | 8   | 4   | 57    |
| 10   | Bent Viscaal             | Prema Racing              | 7   | 5   | 4   | 10  | 9   | 8   | 4   | 57    |
| 11   | Mirko Bortolotti         | Prema Racing              | 2   | 4   | 10  | Rit |     |     | 5   | 56    |
| 12   | Tom Blomqvist            | United Autosports         | Rit |     | 2   | 6   |     |     | 8   | 43    |
| 13   | Ben Hanley               | United Autosports         |     | 2   |     |     | 6   | 4   |     | 38    |
| 14   | Giedo van der Garde      | United Autosports         |     | 1   |     |     | 4   |     |     | 37    |
| 15   | Juan Manuel Correa       | Prema Racing              |     | 5   |     | 10  |     | 8   | 4   | 34    |
| 16   | Gabriel Aubry            | Vector Sport              | 9   | 11  | Rit | 5   | Rit | 7   | NC  | 29    |
| 16   | Ryan Cullen              | Vector Sport              | 9   | 11  | Rit | 5   | Rit | 7   | NC  | 29    |
| 16   | Matthias Kaiser          | Vector Sport              | 9   | 11  | Rit | 5   | Rit | 7   | NC  | 29    |
| 17   | Andrea Caldarelli        | Prema Racing              | 7   |     | 4   |     | 9   | 10  |     | 24    |
| 18   | Olli Caldwell            | Alpine ELF Team           | Rit | 10  | 8   | 7   | 8   | 11  | 10  | 23    |
| 18   | André Negrão             | Alpine ELF Team           | Rit | 10  | 8   | 7   | 8   | 11  | 10  | 23    |
| 18   | Memo Rojas               | Alpine ELF Team           | Rit | 10  | 8   | 7   | 8   | 11  | 10  | 23    |
| 19   | Matthias Beche           | Prema Racing              |     |     |     |     | 7   |     |     | 4     |
| Pos. | Pilota                   | Team                      | SEB | POR | SPA | LMS | MNZ | FUJ | BHR | Punti |

#### Classifica: LMGTE Am
| Pos. | Pilota                | Team                   | SEB | POR | SPA | LMS | MNZ | FUJ | BHR | Punti |
| ---- | --------------------- | ---------------------- | --- | --- | --- | --- | --- | --- | --- | ----- |
| 1    | Nicky Catsburg        | Corvette Racing        | 1   | 1   | 2   | 1   | 4   | 2   | 7   | 173   |
| 1    | Ben Keating           | Corvette Racing        | 1   | 1   | 2   | 1   | 4   | 2   | 7   | 173   |
| 1    | Nicolás Varrone       | Corvette Racing        | 1   | 1   | 2   | 1   | 4   | 2   | 7   | 173   |
| 2    | Sarah Bovy            | Iron Dames             | 8   | 3   | 5   | 4   | 5   | 4   | 1   | 118   |
| 2    | Rahel Frey            | Iron Dames             | 8   | 3   | 5   | 4   | 5   | 4   | 1   | 118   |
| 2    | Michelle Gatting      | Iron Dames             | 8   | 3   | 5   | 4   | 5   | 4   | 1   | 118   |
| 3    | Francesco Castellacci | AF Corse               | 5   | 4   | Rit | 5   | 10  | 1   | 4   | 91    |
| 3    | Thomas Flohr          | AF Corse               | 5   | 4   | Rit | 5   | 10  | 1   | 4   | 91    |
| 3    | Davide Rigon          | AF Corse               | 5   | 4   | Rit | 5   | 10  | 1   | 4   | 91    |
| 4    | Julien Andlauer       | Dempsey-Proton Racing  | 2   | 7   | 9   | Rit | 1   | 6   | 6   | 80    |
| 4    | Christian Ried        | Dempsey-Proton Racing  | 2   | 7   | 9   | Rit | 1   | 6   | 6   | 80    |
| 4    | Mikkel O. Pedersen    | Dempsey-Proton Racing  | 2   | 7   | 9   | Rit | 1   | 6   | 6   | 80    |
| 5    | Ahmad Al Harthy       | ORT by TF Sport        | 9   | 8   | 3   | 2   | 7   | 13  | NC  | 65    |
| 5    | Michael Dinan         | ORT by TF Sport        | 9   | 8   | 3   | 2   | 7   | 13  | NC  | 65    |
| 5    | Charlie Eastwood      | ORT by TF Sport        | 9   | 8   | 3   | 2   | 7   | 13  | NC  | 65    |
| 6    | Ben Barker            | GR Racing              | 7   | 11  | 12  | 3   | 3   | 8   | 8   | 64    |
| 6    | Riccardo Pera         | GR Racing              | 7   | 11  | 12  | 3   | 3   | 8   | 8   | 64    |
| 6    | Michael Wainwright    | GR Racing              | 7   | 11  | 12  | 3   | 3   | 8   | 8   | 64    |
| 7    | Takeshi Kimura        | Kessel Racing          | 3   | 10  | 8   | Rit | Rit | 3   | 5   | 58    |
| 8    | Luis Pérez Companc    | Richard Mille AF Corse | Rit | 2   | 1   | Rit | 6   | 9   | 9   | 56    |
| 8    | Alessio Rovera        | Richard Mille AF Corse | Rit | 2   | 1   | Rit | 6   | 9   | 9   | 56    |
| 8    | Lilou Wadoux          | Richard Mille AF Corse | Rit | 2   | 1   | Rit | 6   | 9   | 9   | 56    |
| 9    | Ian James             | Northwest AMR          |     |     | 7   | 6   |     | 7   | 3   | 51    |
| 9    | Alex Riberas          | Northwest AMR          |     |     | 7   | 6   |     | 7   | 3   | 51    |
| 9    | Daniel Mancinelli     | Northwest AMR          |     |     | 7   | 6   |     | 7   | 3   | 51    |
| 10   | Scott Huffaker        | Kessel Racing          | 3   | 10  | 8   | Rit | Rit | 3   |     | 43    |
| 11   | Daniel Serra          | Kessel Racing          | 3   | 10  | 8   | Rit |     |     | 5   | 43    |
| 12   | Simon Mann            | AF Corse               | 4   | 5   | 6   | Rit | 9   | Rit | 11  | 38    |
| 12   | Ulysse de Pauw        | AF Corse               | 4   | 5   | 6   | Rit | 9   |     |     | 38    |
| 13   | Matteo Cairoli        | Project 1 – AO         | 12  | 6   | WD  | 7   | 8   | 5   | 10  | 36    |
| 14   | Casper Stevenson      | D'Station Racing       | 10  | Rit | 10  | Rit | Rit | 10  | 2   | 31    |
| 14   | Tomonobu Fujii        | D'Station Racing       | 10  | Rit | 10  | Rit | Rit | 10  | 2   | 31    |
| 15   | Matteo Cressoni       | Iron Lynx              | 6   | 12  | 11  | Rit | 2   | 11  | Rit | 30    |
| 15   | Alessio Picariello    | Iron Lynx              | 6   | 12  | 11  | Rit | 2   | 11  | Rit | 30    |
| 15   | Claudio Schiavoni     | Iron Lynx              | 6   | 12  | 11  | Rit | 2   | 11  | Rit | 30    |
| 16   | Liam Talbot           | D'Station Racing       |     |     |     |     |     |     | 2   | 27    |
| 17   | P.J. Hyett            | Project 1 – AO         | 12  |     | WD  | 7   |     | 5   | 10  | 24    |
| 17   | Gunnar Jeannette      | Project 1 – AO         | 12  |     | WD  | 7   |     | 5   | 10  | 24    |
| 18   | Stefano Costantini    | AF Corse               | 4   |     |     | Rit |     |     |     | 18    |
| 19   | Diego Alessi          | AF Corse               |     | 5   | 6   |     |     |     |     | 18    |
| 20   | Ritomo Miyata         | Kessel Racing          |     |     |     |     |     | 3   |     | 15    |
| 21   | Esteban Masson        | Kessel Racing          |     |     |     |     |     |     | 5   | 15    |
| 22   | Harry Tincknell       | Proton Competition     | WD  | 9   | 4   | Rit |     |     |     | 14    |
| 22   | Ryan Hardwick         | Proton Competition     | WD  | 9   | 4   | Rit |     |     |     | 14    |
| 22   | Zacharie Robichon     | Proton Competition     | WD  | 9   | 4   | Rit |     |     |     | 14    |
| 23   | Guilherme Oliveira    | Project 1 – AO         |     | 6   |     |     | 8   |     |     | 12    |
| 24   | Miguel Ramos          | Project 1 – AO         |     | 6   |     |     |     |     |     | 8     |
| 25   | Satoshi Hoshino       | D'Station Racing       | 10  | Rit | 10  | Rit | Rit | 10  |     | 4     |
| 26   | Erfin Castro          | Project 1 – AO         |     |     |     |     | 8   |     |     | 3     |
| 27   | Julien Piguet         | AF Corse               |     |     |     | Rit | 9   |     |     | 2     |
| 28   | Kei Cozzolino         | Kessel Racing          |     |     |     |     | Rit |     |     | 0     |
| 28   | Kei Cozzolino         | AF Corse               |     |     |     |     |     | 12  | 11  | 0     |
| 29   | Paul Dalla Lana       | Northwest AMR          | 11  | 13  |     |     |     |     |     | 0     |
| 29   | Axcil Jefferies       | Northwest AMR          | 11  | 13  |     |     |     |     |     | 0     |
| 29   | Nicki Thiim           | Northwest AMR          | 11  | 13  |     |     |     |     |     | 0     |
| 30   | Franck Dezoteux       | AF Corse               |     |     |     |     |     |     | 11  | 0     |
| 31   | Hiroshi Koizumi       | AF Corse               |     |     |     |     |     | 12  |     | 0     |
| 32   | Jonas Ried            | Proton Competition     |     |     |     | Rit |     |     |     | 0     |
| 32   | Don Yount             | Proton Competition     |     |     |     | Rit |     |     |     | 0     |
| Pos. | Pilota                | Team                   | SEB | POR | SPA | LMS | MNZ | FUJ | BHR | Punti |

### Classifica Costruttori e Team

#### Classifica: Hypercar
I punti vengono assegnati solo alla vettura con il miglior piazzamento di ogni produttore. Non contano i team privati.
| Pos. | Costruttore | SEB | POR | SPA | LMS | MNZ | FUJ | BHR | Punti |
| ---- | ----------- | --- | --- | --- | --- | --- | --- | --- | ----- |
| 1    | Toyota      | 1   | 1   | 1   | 2   | 1   | 1   | 1   | 217   |
| 2    | Ferrari     | 3   | 2   | 3   | 1   | 2   | 4   | 3   | 161   |
| 3    | Porsche     | 5   | 3   | 4   | 7   | 4   | 3   | 4   | 99    |
| 4    | Cadillac    | 4   | 4   | 5   | 3   | 10  | 10  | 11  | 79    |
| 5    | Peugeot     | 9   | 5   | 7   | 6   | 3   | 7   | 8   | 67    |
| 6    | Glickenhaus | Rit | 8   | 6   | 5   | 8   |     |     | 36    |
| 7    | Vanwall     | 8   | Rit | Rit | Rit | 12  | 11  | 12  | 10    |
| Pos. | Costruttore | SEB | POR | SPA | LMS | MNZ | FUJ | BHR | Punti |

#### FIA World Cup per le squadre Hypercar
Dedicato alle squadre private della classe Hypercar.
| Pos. | #  | Team               | SEB | POR | SPA | LMS | MNZ | FUJ | BHR | Punti |
| ---- | -- | ------------------ | --- | --- | --- | --- | --- | --- | --- | ----- |
| 1    | 38 | Hertz Team Jota    |     |     | 1   | 1   | 1   | 1   | 1   | 163   |
| 2    | 99 | Proton Competition |     |     |     |     | Rit | 2   | 2   | 45    |
| Pos. | #  | Team               | SEB | POR | SPA | LMS | MNZ | FUJ | BHR | Punti |

#### FIA Endurance Trophy per le squadre LMP2
| Pos. | #  | Team                      | SEB | POR | SPA | LMS | MNZ | FUJ | BHR | Punti |
| ---- | -- | ------------------------- | --- | --- | --- | --- | --- | --- | --- | ----- |
| 1    | 41 | Team WRT                  | 4   | 3   | 1   | 2   | 3   | 1   | 1   | 173   |
| 2    | 34 | Inter Europol Competition | 3   | 9   | 3   | 1   | 5   | 9   | 6   | 114   |
| 3    | 22 | United Autosports         | 1   | 2   | 5   | 8   | 6   | 2   | 9   | 104   |
| 4    | 31 | Team WRT                  | 6   | 6   | 6   | 4   | Rit | 3   | 2   | 94    |
| 5    | 23 | United Autosports         | Rit | 1   | 2   | 6   | 4   | 4   | 8   | 92    |
| 6    | 28 | Jota                      | 5   | 7   | 9   | 9   | 1   | 6   | 3   | 84    |
| 7    | 36 | Alpine ELF Team           | 8   | 8   | 7   | 3   | 2   | 5   | 7   | 83    |
| 8    | 63 | Prema Racing              | 2   | 4   | 10  | Rit | 7   | 10  | 5   | 63    |
| 9    | 9  | Prema Racing              | 7   | 5   | 4   | 10  | 9   | 7   | 4   | 57    |
| 10   | 10 | Vector Sport              | 9   | 11  | Rit | 5   | Rit | 5   | NC  | 29    |
| 11   | 35 | Alpine ELF Team           | Rit | 10  | 8   | 7   | 8   | 11  | 10  | 23    |
| Pos. | #  | Team                      | SEB | POR | SPA | LMS | MNZ | FUJ | BHR | Punti |

#### FIA Endurance Trophy per le squadre LMGTE Am
| Pos. | #   | Team                   | SEB | POR | SPA | LMS | MNZ | FUJ | BHR | Punti |
| ---- | --- | ---------------------- | --- | --- | --- | --- | --- | --- | --- | ----- |
| 1    | 33  | Corvette Racing        | 1   | 1   | 2   | 1   | 4   | 2   | 7   | 173   |
| 2    | 85  | Iron Dames             | 8   | 3   | 5   | 4   | 5   | 4   | 1   | 118   |
| 3    | 54  | AF Corse               | 5   | 4   | Rit | 5   | 10  | 1   | 4   | 91    |
| 4    | 77  | Dempsey-Proton Racing  | 2   | 7   | 10  | Rit | 1   | 6   | 6   | 80    |
| 5    | 25  | ORT by TF Sport        | 9   | 8   | 3   | 2   | 7   | 13  | NC  | 65    |
| 6    | 86  | GR Racing              | 7   | 11  | 12  | 3   | 3   | 8   | 8   | 64    |
| 7    | 57  | Kessel Racing          | 3   | 10  | 8   | Rit | Rit | 3   | 5   | 58    |
| 8    | 83  | Richard Mille AF Corse | Rit | 2   | 1   | Rit | 6   | 9   | 9   | 56    |
| 9    | 98  | NorthWest AMR          | 11  | 13  | 7   | 6   |     | 7   | 3   | 51    |
| 10   | 21  | AF Corse               | 4   | 5   | 6   | Rit | 9   | 12  | 11  | 38    |
| 11   | 56  | Project 1 – AO         | 12  | 6   | WD  | 7   | 8   | 5   | 10  | 36    |
| 12   | 777 | D'Station Racing       | 10  | NC  | 9   | Rit | Rit | 10  | 2   | 31    |
| 13   | 60  | Iron Lynx              | 6   | 12  | 11  | Rit | 2   | 11  | Rit | 30    |
| 14   | 88  | Proton Competition     | WD  | 9   | 4   | Rit |     |     |     | 14    |
| Pos. | #   | Team                   | SEB | POR | SPA | LMS | MNZ | FUJ | BHR | Punti |